# Сорок п'ять
«Со́рок п'ять» (фр. Les Quarante-cinq) — історичний роман французького письменника Александра Дюма (батька). Є завершальною частиною трилогії, до якої входять романи «Королева Марго» і «Графиня де Монсоро». Автор почав роботу над ним в 1847 році, а завершив 1848-го. Того ж року він видав роман у паризькому видавництві Кальман-Леві. Твір належить до вибраної літературної спадщини письменника, він неодноразово перевидавався іншими мовами.

## Сюжет
Герцог д'Епернон — єдиний з міньйонів французького короля Генріха III, що залишився живим після дуелі, описаної в другій частині трилогії, — створює для свого монарха підрозділ особистої охорони із сорока п'яти дворян-гасконців. В Парижі вони зупиняються біля дому буржуа Робера Бріке, який насправді є колишнім блазнем короля, славнозвісним Шико, що, побоюючись помсти герцога Майена, інсценував власну смерть і потаємно живе під чужим іменем. Поки дворяни бенкетують, уважний Шико помічає дивного скупщика брухту, який приводить його до палацу де Гіза. Там Шико дізнається про чергову спробу заколоту. Він приходить до короля і попереджає його про небезпеку. Генріх III посилає його з листом до короля Наварри. Перед від'їздом Шико навідується до свого друга — настоятеля монастиря святого Якова, пріора Горанфло. Там він натрапляє на підозрілу команду воєнізованих монахів під командуванням брата Борроме. Шико здогадується, що саме вони здійснять замах на особу короля. Впіймавши одного з заколотників, Шико змушує того доповісти про плани де Гізів герцогу д'Епернону. Таким чином король заздалегідь знає про небезпеку і готовий її подолати дещо авантюрно.
Один з королівських фаворитів, граф дю Бушаж, закохується в таємничу жінку, що мешкає разом із єдиним слугою у будинку, розташованому навпроти дому Робера Бріке. Шико впізнав у цій сусідці та її неговіркому слузі Діану де Мерідор (де Монсоро) й лікаря Ремі ле Одуена, які після смерті Бюссі (герой попереднього роману) дотримуються суворої жалоби. Однак граф дю Бушаж не знає, що за таємницю ховають ці двоє, усі його спроби наблизитися до коханої невдалі. А Ремі з Діаною плекають плани помсти герцогу Анжуйському, через якого загинув їхній володар і коханець. Ремі винаходить сильну отруту, а Діана продавши будинок одному з сорока п'яти дворян, вирушає разом із вірним слугою до Фландрії, де в цей час герцог Анжуйський намагається вибороти для себе престол.
Шико, прибувши до Наварри, виконує дипломатичну місію, але Генріх Наваррський не відпускає «шановного гостя», ледь чи не силою забираючи того з собою на «лови». Полювання на вовків насправді виявляється коротким, але переможним походом, під час якого король Наварри захоплює Кагор — володіння французької корони. Із цією вражаючою звісткою Шико повертається до Генріха III.
Тим часом розчарований у коханні граф дю Бушаж зовсім випадково вирушає у тому ж напрямку, куди від'їхали Діана з Ремі. У Фландрії воює його брат — маршал Франції Анн де Жуайез. Герцог Анжуйський, якого душить жадоба влади, не дослухається порад своїх воєначальників і починає невдалий штурм Антверпена, який завершується цілковитою поразкою французів. Під час відступу фламандці відкривають шлюзи і залишки французького війська накриває повінь. Від стихії вдається врятуватися самому герцогу Анжуйському, Анну де Жуайез і графу дю Бушаж, причому останній героїчно рятує Діану з Ремі. В певну мить всі вони опиняються в одному місці. Герцог Анжуйський захоплюється красою Діани, так і не впізнавши в ній кохану Бюссі, якого він вбив. Підступний герцог повертається в Шато-Тьєррі, а своєму найближчому фавориту Орильї наказує обманом привезти до нього Діану. Графиня де Монсоро разом з Ремі здогадуються про підступ, але зголошуються на «запрошення», адже фізична наближеність до особи герцога входить в їхні плани. Тільки граф дю Бушаж вкотре нічого не знає. Його послано сповістити Генріха III про поразку і він приносить цю звістку одночасно із Шико, який приїхав із Наварри.
Французький король вирішує відвідати свого брата герцога Анжуйського після трагічних подій разом зі всім своїм почтом. Граф дю Бушаж прибуває в Шато-Тьєррі першим і стає свідком дивних подій: герцог Анжуйський усамітнився в парковому павільйоні, де зустрівся віч-на-віч з чудовою красунею, яку обслуговує лише один слуга. Під час вечері герцогу тричі дають просякнуті смертельною отрутою предмети (персик, букет, смолоскип), після чого французький принц непритомніє. Діана з Ремі втікають, а граф дю Бушаж дізнається зі слів жінки, що вона вступить до ордену госпітальєрок щоби остаточно померти для цього світу. Наступного ранку французький король і королева-мати (Катерина Медічі) прибувають до Шато-Тьєррі, однак вже запізно — герцог паралізований і за кілька днів помирає. Перед смертю він згадує, хто була ця таємнича красуня-отруйниця.

## Персонажі
- Генріх III — король Франції, реальна історична постать. Дюма подає досить глибокий психологічний портрет цього героя. Він показує Генріха III слабким монархом, типовим представником згасаючої династії, але водночас людиною розумною, здатної до тонких і глибоких почуттів. Генріх III діє у багатьох епізодах твору, однак всюди його роль виявляється пасивною, він неначе спостерігає за розвитком власної долі, якою керують приховані, але значно могутніші сили в особі Катерини Медічі, герцога де Гіза і, навіть, Шико;
- Шико — королівський блазень, портрет якого вирізняється винятковою глибиною і реалістичністю. Високий, худий, із довгими ногами, які він розсуває «наче циркуль», Шико часто вдається до іронії та сарказму, однак за цієї маскою ховається справжній дворянин із розвинутим почуттям честі, аналітичним розумом, неабиякою сміливістю і вправністю. В романі «Сорок п'ять», як і в попередньому творі «Графиня де Монсоро» Шико задіяний у багатьох другорядних епізодах, однак всюди його роль виявляється визначною, він — прихований рушій історичних подій. Дюма показав цього персонажа як принципово несімейного чоловіка, який готовий до смерті на самоті, але реальний Шико мав дружину і п'ятеро дітей;
- Діана де Мерідор (де Монсоро) — головна героїня попередньої частини трилогії, яка і в цьому романі відіграє одну з основних ролей. Її прототипом була Франсуаза де Мерідор, дружина графа де Монсоро. В реальному житті вона зрадила чоловікові з графом де Бюссі, чоловік убив коханця, і цей вчинок був схвалений паризьким світом. Однак Дюма показує долю героїні інакше: після смерті Бюссі, якій автор явно співчуває, Діана перетворюється на благочестиву месницю. Тут вона уособлює справедливу кару, яка падає на голову герцога Анжуйського (за сюжетом роману він добив Бюссі, пораненого графом де Монсоро);
- Ремі ле Одуен — вигаданий слуга графа де Бюссі, бідний, але талановитий і чесний лікар. Після смерті свого володаря, якому він завдячував своєму піднесенню, разом з Діаною мріє лише про помсту. В попередній частині трилогії Ремі смертельно поранений, але в романі «Сорок п'ять» Дюма воскрешає цього героя у виразі спотвореного каліки;
- Граф Анрі дю Бушаж — реальний історичний персонаж, брат Анн і Франсуа де Жуайезів, які також фігурують в епізодах роману. Сюжетна лінія Дюма несе відбиток подій із життя цього діяча: замолоду він одружився з Катериною де Ногаре (в романі закоханий у Діану), після смерті якої пішов до монастиря (у романі до монастиря йде Діана, а дю Бушаж висловлює такий намір);
- Герцог Анжуйський — реальний історичний діяч, брат короля Генріха III. Дюма показує його як людину, що любить владу, гроші, жінок, розкоші, але не має належних для їх здобутку рис — герцог Анжуйський нерозсудливий, нетерплячий, боязкий і підступний. Насправді він зазнав поразки у Фландрії в 1583 році, але Дюма датував ці події 1585—1586 роками задля зв'язності з іншими сюжетними лініями. Дюма подає смерть герцога як таку, що настала внаслідок отруєння, хоча насправді Франсуа Анжуйський помер від туберкульозу 1584 року;
- Генріх Наваррський — визначна історична постать, один з небагатьох персонажів, які згадані в усіх частинах трилогії. У романі Дюма показує його як мудрого, виваженого, терплячого політика, який не вступає в боротьбу за французький престол із сильнішими гравцями, але чекає свого сприятливого часу (в усіх трьох романах події невідступно розгортаються на його користь). В реальному житті майбутній король Франції Генріх IV був не настільки благочестивим, до того ж взяття Кагору він здійснив п'ятьма роками раніше (1580);
- Карменж д'Ернотон — другорядний персонаж, якому Дюма призначив бути зв'язною ланкою сюжету. Він — один з сорока п'яти дворян-гасконців, подібно до Шико своїми вчинками рухає історію як приватного життя героїв, так і країни. Однак якщо Шико робить це свідомо, із притаманною йому стриманістю, то молодий Карменж д'Ернотон не усвідомлює наслідків своїх дій, він романтичне знаряддя долі;
- Сент-Малін — ще один дворянин з числа сорока п'яти. Його дії часто перетинаються з діями Карменжа, однак психологічно він є його протилежністю. Якщо Карменж — відданий, чесний і скромний, то Сент-Малін сам визнає, що його вчинками керують темні сили, серед яких головні — амбітність, заздрощі, гнів;
- Модест Горанфло — вигаданий персонаж, монах і незмінний приятель Шико. Йому Дюма приписав усі можливі вади, які можуть бути притаманні духовенству: ненажера, п'яниця, тупий, лінивий, боязкий, невиправдано амбітний, зрадливий, невдячний. Однак в комічному образі Горанфло автор не критикує монашество як таке, скоріше, дом Модест уособлює загальну кризу духовності, яка розгорнулась на історичному тлі роману — періоді релігійних війн;
- Герцогиня де Монпансьє — реальна історична постать, сестра герцога де Гіза. Дюма подає її образ дуже непослідовно: у «Графині де Монсоро» герцогиню показано як негарну жінку із каліцтвом (шкутильгає через коротшу ногу), яке зробило її злою та мстивою, а в романі «Сорок п'ять» вона хоч і не облишила спроб повалити династію Валуа, але описана як розумна і харизматична.

З-поміж реальних історичних персонажів у романі побіжно згадані Маргарита Наваррська (головна героїня «Королеви Марго»), французький філософ Мішель де Монтень, діяч Нідерландської революції Вільгельм I Оранський, монах Жак Клеман, якому судилося стати вбивцею Генріха III.

## Критика
Роман «Сорок п'ять» стилістично є продовженням попередніх частин трилогії, але вважається менш збалансованим. Образи старих героїв (Генріха III, Шико, Горанфло) виглядають так само яскравими і виразними, постаті Ремі та Діани без зв'язку із Бюссі неначе тьмяніють, а образи нових героїв, яких не було у попередніх творах (Карменж д'Ернотон, Сент-Малін) виглядають непереконливо. До того ж, різним сюжетним лініям бракує глибокої зв'язності. Особливо це помітно на прикладі сорока п'яти дворян-гасконців, чий образ начебто мав бути одним із основних, виходячи із назви роману, але насправді вони відіграють у сюжеті роль тла. Недоліки роману можуть бути пояснені тим, що Олександр Дюма планував його продовження, тому окремі «недоопрацьовані» епізоди могли стати заготовками для майбутніх сюжетних ліній, однак продовження романіст так і не написав.